# Chrysozephyrus atabyrius
Chrysozephyrus atabyrius is een vlinder uit de familie van de Lycaenidae. De wetenschappelijke naam van de soort is voor het eerst geldig gepubliceerd in 1913 door Oberthür.